# 黃鰭石斑魚
黃鰭石斑魚，為輻鰭魚綱鱸形目鱸亞目鮨科的其中一種，分布於印度洋區，從亞丁灣至南非Alfred港，東至蘇門答臘西北部海域，棲息深度10-150公尺，體長可達90公分，稚魚生活在淺水礁石區，成魚棲息在深水珊瑚礁海域，為底棲性魚類，屬肉食性，以魚類、甲殼類、章魚等為食，可做為食用魚及觀賞魚。

## 擴展閱讀
維基物種上的相關：黃鰭石斑魚